# Hypolimnas listeri
Hypolimnas listeri är en fjärilsart som beskrevs av Butler 1888. Hypolimnas listeri ingår i släktet Hypolimnas och familjen praktfjärilar. Inga underarter finns listade i Catalogue of Life.